# Fahavalo

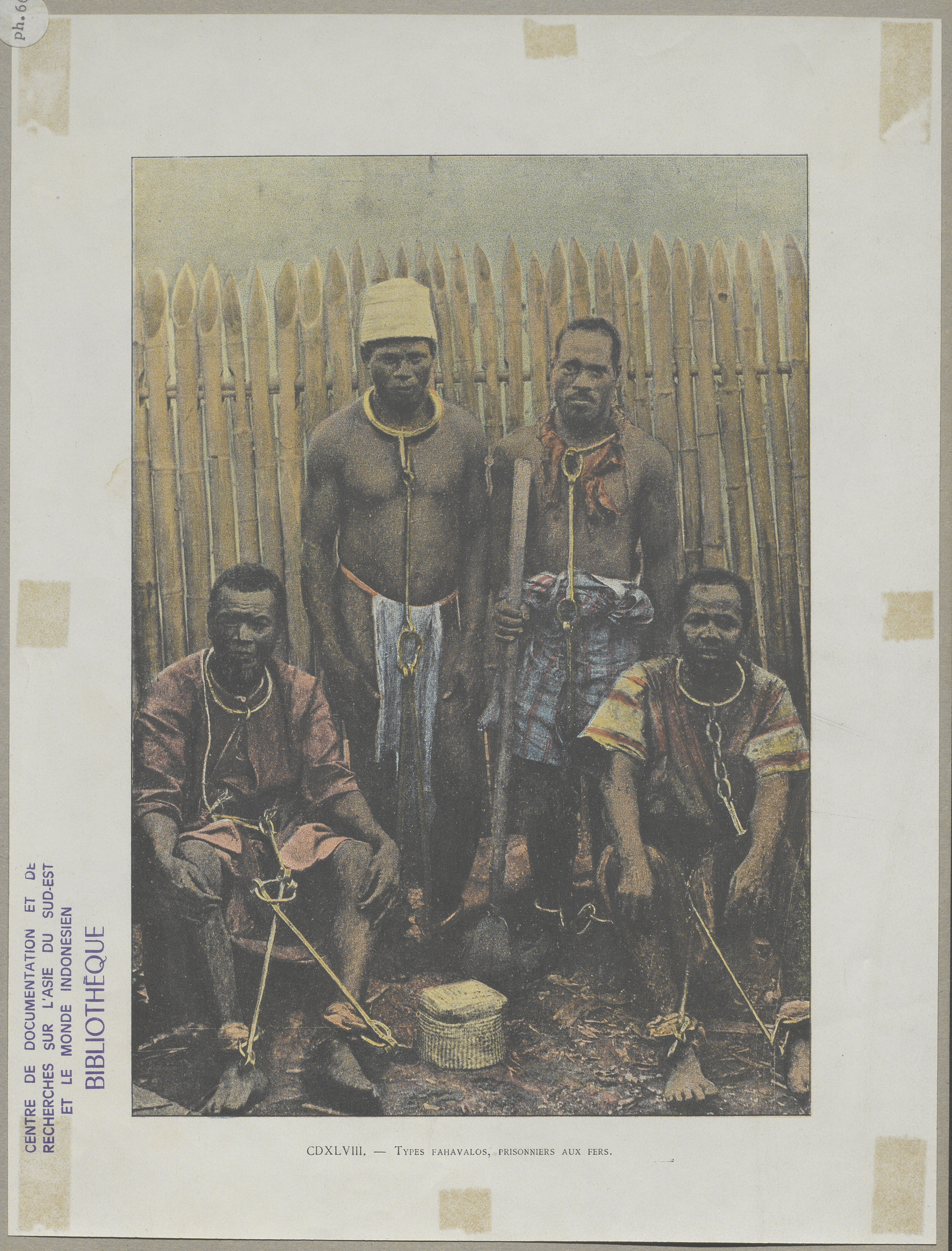
Portrait d'un groupe de Fahavalos vers la fin du 19

Les Fahavalo ("ennemis") sont les Malgaches qui s'opposèrent à la colonisation de Madagascar par la France au terme de l'expédition de Madagascar en 1895. La résorption de leurs territoires a fait l'objet d'une campagne militaire appelée pacification de Madagascar par le nouveau pouvoir colonial.